# Perceptions International
Perceptions International est une firme de sécurité privée basée aux États-Unis. L'une de ses filiales, Perceptions Press, publie la lettre confidentielle Animal Rights Reporter, qui surveille, entre autres, les milieux de « libération animale » ,.

## Perceptions Press
Perceptions International a notamment employé Mary Sapone (alias Mary McFate) et Marcus Mead comme agents provocateurs au sein du mouvement de « libération animale ». Ceux-ci ont été impliqués dans l'affaire Fran Trutt, une militante américaine des droits animaux ayant planifié un attentat, le 10 novembre 1988, contre Leon Hirsch, président d'une filiale de Covidien, US Chirurgical Corporation, firme qui pratique l'expérimentation animale,. Sapone, proche de la National Rifle Association of America (NRA), avait auparavant infiltré, sous l'alias Mary McFate (son nom de jeune fille), Freedom States Alliance, un réseau d'organisations opposé aux armes à feu.
Selon l'avocat de Fran Trutt, une réunion rassemblant des responsables du Bureau of Alcohol, Tobacco and Firearms, le bureau du procureur général du Connecticut, le directeur de la sécurité de US Chirurgical et au moins un responsable de Perceptions International avait eu lieu avant l'attentat, avec comme sujet principal de discussion Fran Trutt elle-même .

## Sources
- Perceptions International sur Source Watch